# CSS (Versicherung)
Die CSS Gruppe mit Hauptsitz in Luzern ist ein auf die Krankenversicherung spezialisierter Schweizer Versicherungskonzern. Mit rund 1,5 Millionen Versicherten in der obligatorischen Krankenpflegeversicherung ist die CSS der grösste Grundversicherer der Schweiz. Das Unternehmen zählt über 1,7 Millionen Kundinnen und Kunden, weist ein jährliches Prämienvolumen von insgesamt CHF 7,6 Milliarden aus, beschäftigt rund 3'000 Mitarbeitende und verfügt landesweit über 94 Agenturen.

## Geschichte
Die CSS wurde 1899 in St. Gallen als Selbsthilfeorganisation gegründet und 1914 vom Bund als Krankenkasse mit Tätigkeitsgebiet in der ganzen Schweiz anerkannt. 1919 verlegte die Christlichsoziale Krankenkasse der Schweiz ihren Hauptsitz nach Luzern. 1987 zählte die CSS Versicherung, wie sich das Unternehmen seither nennt, erstmals über eine Million Versicherte. Im Zuge einer Strukturreform gab das Unternehmen 2003/2004 die Vereinsstruktur auf und gründete die CSS Holding AG als nicht börsennotierte Dachgesellschaft und Finanzholding für alle operativen Gesellschaften der CSS Gruppe. Alleinaktionär blieb der CSS Verein, der die aktienrechtliche Kontrolle, aber keine operativen Aufgaben mehr wahrnimmt.
Auf den 1. Januar 2008 übernahm die CSS Versicherung die Konkurrentin Intras. Durch den Zusammenschluss mit dem damals achtgrössten Schweizer Krankenversicherer steigerte das Unternehmen seinen Marktanteil von 13 Prozent auf 18 Prozent. Heute liegt dieser bei 15,8 Prozent.
Seit 1. September 2016 steht mit Philomena Colatrella als Vorsitzende der Konzernleitung zum ersten Mal eine Frau an der Spitze einer der grössten Schweizer Versicherungen.
Per Mitte 2020 trennte sich die CSS von ihrem Firmenkundengeschäft, die Sparte wurde an die Zurich Insurance Group verkauft.
Per 1. Januar 2022 passte die CSS ihre Konzernstruktur an. In der Grundversicherung wurden die Gesellschaften INTRAS Kranken-Versicherung AG und Sanagate AG in die Arcosana AG überführt. In der Zusatzversicherung fusionierte die INTRAS Versicherung AG mit der CSS Versicherung AG. Ein Jahr später, per 1. Januar 2023, wurde die Arcosana AG in die CSS Kranken-Versicherung AG überführt.
Anfang 2022 hat die CSS ihren Markenauftritt erneuert. Das vorherige Logo mit dem cyan-farbenen Kristall war 35 Jahre lang im Einsatz. Mit dem neuen Logo fällt auch die Bezeichnung «Versicherung» weg.

## CSS in Deutschland
Die CSS Gruppe hat 2006 mit der Gründung der CSS Versicherung AG in Vaduz ihre Geschäftstätigkeit im Rahmen des freien Dienstleistungsverkehrs nach Deutschland ausgeweitet. Am 13. Oktober 2014 wurde die CSS Versicherung AG an die HanseMerkur Versicherungsgruppe verkauft und am 1. Oktober 2015 umfirmiert in "Advigon Versicherung AG".

## Tätigkeitsbereiche
Die CSS Holding AG besteht aus mehreren Gesellschaften: Die CSS Kranken-Versicherung AG betreibt die obligatorische Krankenpflegeversicherung nach dem Krankenversicherungsgesetz KVG. Sie ist dem Bundesamt für Gesundheit unterstellt. Die CSS Versicherung AG betreibt das Geschäft mit Kranken-Zusatzversicherungen sowie weiteren Versicherungsprodukten (Sach- und Vermögensversicherungen) nach dem Versicherungsvertragsgesetz VVG. Aufsichtsbehörde ist die Eidgenössische Finanzmarktaufsicht (FINMA).
Seit Juni 2019 nimmt die CSS auf Basis einer Rahmenvereinbarung zwischen dem Staatssekretariat für Migration (SEM) und der CSS schweizweit sämtliche asylsuchenden und ausreisepflichtigen Personen, die sich in den Bundesasylzentren (BAZ) aufhalten, in die obligatorische Krankenpflegeversicherung auf.